# لورنزو موستو
لورنزو موستو (انگلیسی: Lorenzo Musto؛ زادهٔ ۲۲ ژانویهٔ ۱۹۹۶) بازیکن فوتبال است.